# Вакханалия

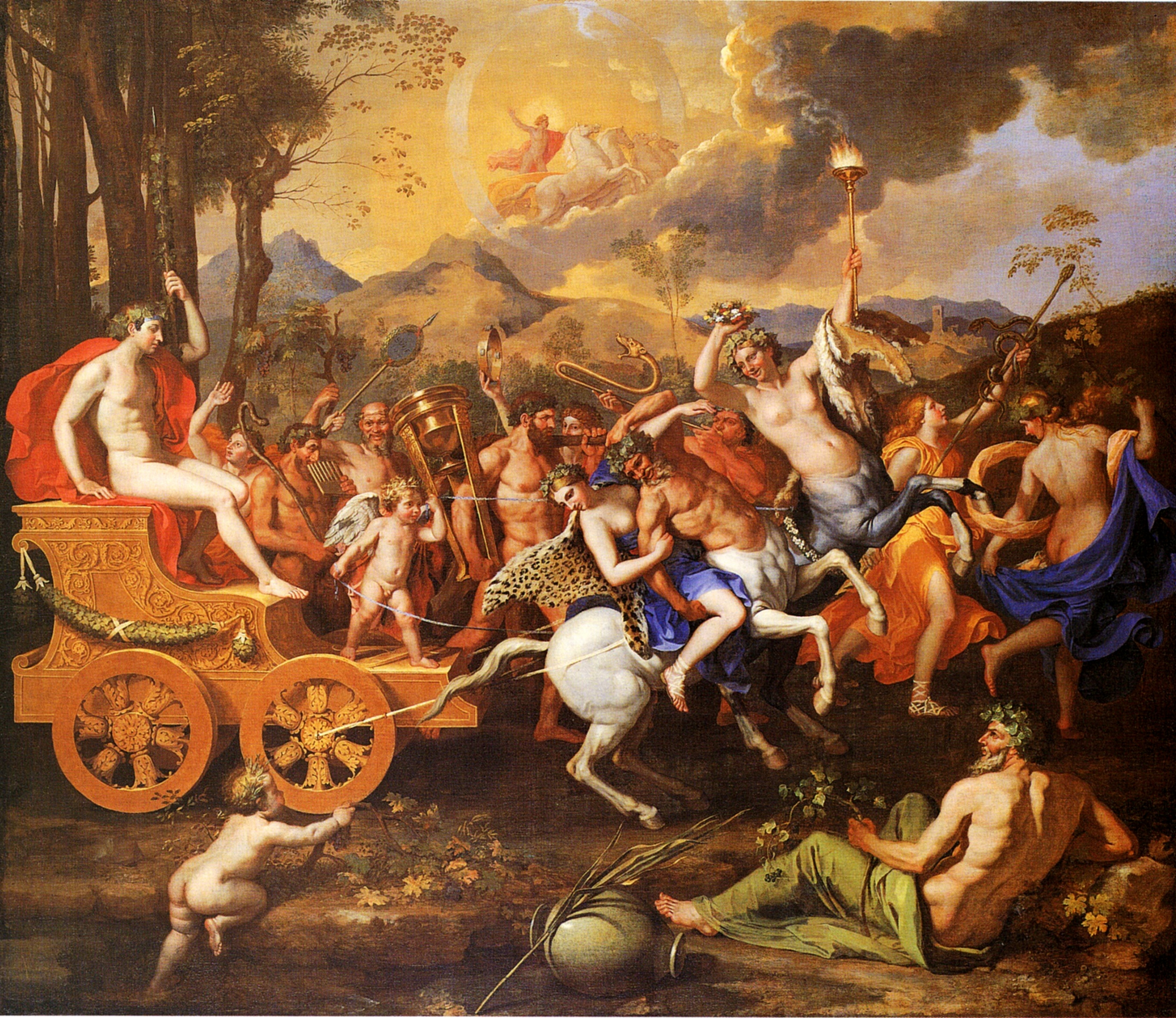
Н. Пуссен. Триумф Диониса.

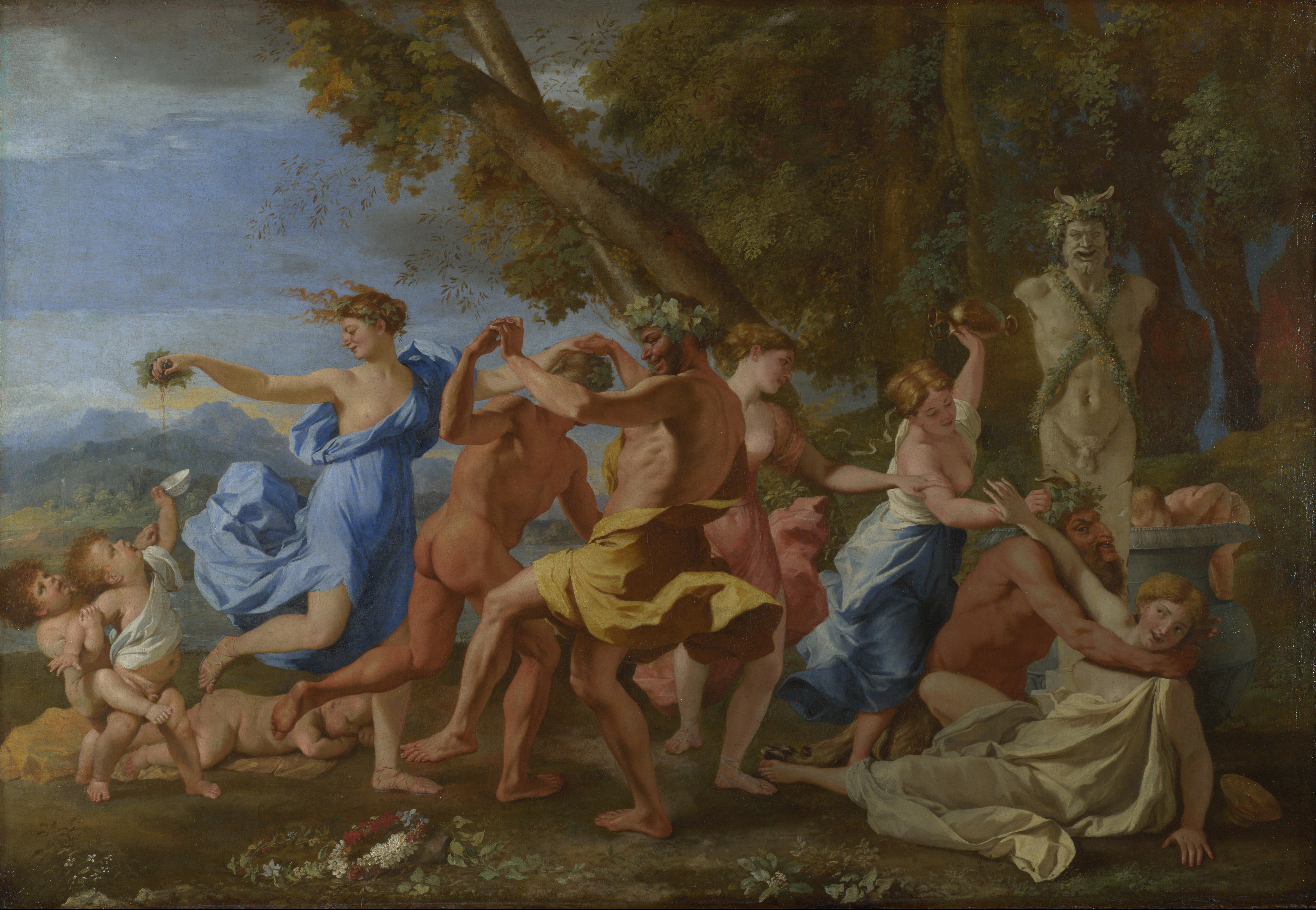
Никола Пуссен.
Вакханалия возле статуи Пана

Вакхана́лия  (лат. bacchanalia) — оргиастические и мистические празднества в честь бога Вакха (Диониса), шедшие с Востока через Грецию и распространившиеся сначала на юг Италии и Этрурии, а ко II веку до н. э. — по всей Италии и в Риме.
В расширительном толковании — любое разгульное пиршество, оргия; в переносном смысле — широкий спектр состояний беспорядка, от мелкой локальной неорганизованности до газетной гиперболы, характеризующей широкомасштабный разгул своеволия, буйства и зачастую насилия в широких общественных масштабах.

## История
Первоначально мистерии вакханалий проводились под покровом ночи, их посещали только женщины, которые собирались в роще Симилии возле Авентинского холма 16-го и 17-го марта. Позже на церемонию стали приходить и мужчины, а торжества начали проводиться пять раз в месяц. Празднества эти соединялись с диким разгулом и нередко сопровождались элементами насилия.
Римский сенат выступил в качестве противника вакханалий в рамках многовековой политики по противодействию тайным и подозрительным мистическим сборищам любого толка (не только участникам вакханалий, но позже также христианам и т. д.). Это нашло своё отражение в сенатском постановлении 186 года до н. э. Senatus consultum de Bacchanalibus, которое было найдено в виде надписи на бронзовой табличке в Калабрии в 1640 году и ныне хранится в Вене. Консулы производили розыски по всей Италии, следствием чего стало множество казней, ссылок и заточений. Несмотря на тяжёлое наказание, налагаемое на нарушителей данного постановления, окончательно вакханалии так и не были искоренены (во всяком случае — на юге Италии) очень долгое время, а их название осталось для обозначения шумных торжеств, и в этом смысле употребляется в России.